# 十如是
十如是（じゅうにょぜ）とは、『法華経』方便品に説かれる因果律をいう。十とは
- 相・性・体・力・作・因・縁・果・報・本末究竟等（そう・しょう・たい・りき・さ・いん・えん・か・ほう・ほんまつくきょうとう）

をいう。如是とは是（かく）の如（ごと）し（そのようである、という意）のこと。また十如とも、諸法実相ともいわれる。

なお、この十如是は鳩摩羅什が訳出した法華経にのみ見られるもので、他の訳には見当たらないが、梵文（サンスクリット語）原典には存在する。

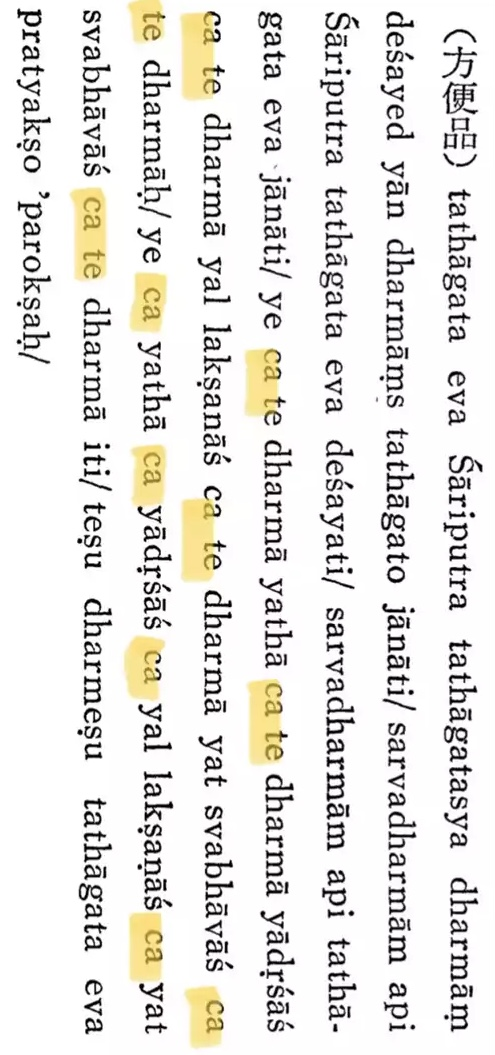

この十如是は、後に天台宗の教学の究極とまでいわれる「一念三千」を形成する発端とされており、重要な教理である。

## 概説
十如是とは、相（形相）・性（本質）・体（形体）・力（能力）・作（作用）・因（直接的な原因）・縁（条件・間接的な関係）・果（因に対する結果）・報（報い・縁に対する間接的な結果）・本末究竟等（相から報にいたるまでの9つの事柄が究極的に無差別平等であること）をいい、諸法の実相、つまり存在の真実の在り方が、この10の事柄において知られる事をいう。わかりやすくいえば、この世のすべてのものが具わっている10の種類の存在の仕方、方法をいう。
天台大師智顗は「是の相も如なり、乃至、是の報も如なり」と「是の如きの相、乃至、是の如きの報」と「相も是に如し、乃至、報も是に如す」として、十如是を三種に読み、これを「空・仮・中」の三諦（さんたい）の義に配釈したので、これを三転読文（さんてんどくもん）といわれる。

## 法華経本文（抜粋）

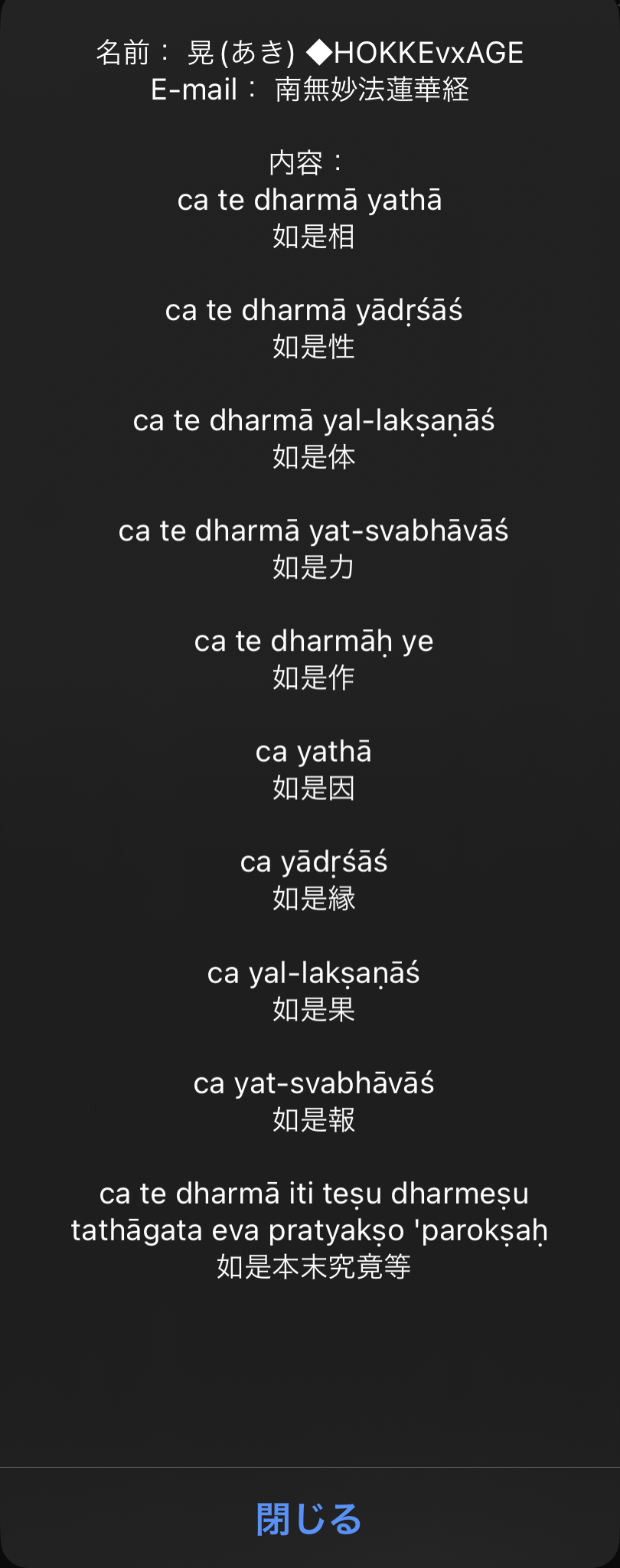
十如是の翻訳

鳩摩羅什が訳した本文によると、
とある。これを十如是という。

## 原典語訳
梵文原典から日本語に翻訳すると次の通り。しかし、この訳はネイティブのバイリンガルでは勿論なく、死語を憶測で翻訳したものであり、十如是を大幅に五つに短縮してしまっている。
竺法護訳『正法華経』では以下の通り。「何等法・云何法・何以法・何相法・何体法」（法華論はこれをまとめて五何法という）

この十如是は梵文原典にはあるが、竺法護の「正法華経」、そして世親の「法華論」には見当たらない。
これに近いものが『大智度論』巻32にある。
また、『大智度論』巻24には次のように記されている。
したがって、鳩摩羅什が大智度論の「体・法（作）・力・因・縁・果（果・報）・性・限礙（相）・開通方便（本末究竟等）」などの九種法を変形展開し、十如是としたと推定する人もいる。
天台宗で言う一念三千は十如是から派生した教理であるから、十如是が鳩摩羅什の独自の増広によるものだとすると、法華経の教説それ自体に基づく教理ではないことになる。他方で、一念三千は天台宗の重要な教理であるとはされているが、実際には智顗がその全著作中でも『摩訶止観』（五ノ上）で「此三千在一念心　若無心而已」として一度だけ言及したものを湛然が智顗自身の用いていない「一念三千」という語・名目にまとめた上で、それを「終窮・究竟の極説」とした。もし一念三千という教理に問題があるとしても、天台教学や日蓮教学は、智顗自身の教学を損なうものではないとしている。
しかし、智顗は鳩摩羅什訳の十如是の文について『法華玄義』（二ノ上）において「三転読文」を主張する。すなわち、十如是の箇所の文字の区切り方を3通りにずらして、たとえば「如是相　如是性……」を「如是相／如是性／……」「（如）／是相如／是性如／……」「（如是）／相如是／性如是／…」と3通りに読み、それぞれに「空・仮・中」と意味付けを行っている。これは十如是という鳩摩羅什が梵文をそのように（増広しつつ）翻訳したその漢字の列を操作して得たものである。竺法護訳の該当箇所「何等法　云何法……」（五何法）については、このようなものはない。